# Borderline Hymns
Borderline Hymns è un EP dei Diablo Swing Orchestra, pubblicato nel 2003.
In seguito a questo lavoro il gruppo ottenne un contratto con l'etichetta Guillotine Grooves, che gli permise di pubblicare, nel 2006, il primo full-length album, The Butcher's Ballroom.

## Tracce
|    | Titolo             | Durata |
| -- | ------------------ | ------ |
| 1. | "Porcelain Judas"  | 4:08   |
| 2. | "D'angelo"         | 1:53   |
| 3. | "Velvet Embracer"  | 4:04   |
| 4. | "Pink Noise Waltz" | 6:05   |